# أسمرود
أسمرود هي قرية في مقاطعة خلخال، إيران. عدد سكان هذه القرية هو 69 في سنة 2006.